# Oratorio di Santa Maria del Riscatto
L'oratorio di Santa Maria del Riscatto, anche noto come oratorio di Santa Maria del Riscatto degli Acquavitari e Tabaccari, era un oratorio che sorgeva nei pressi del Foro Romano, nei rione Campitelli di Roma. Era dedicato alla Vergine Maria.

## Storia
Nel 630 d.C. il pontefice Onorio I trasformò la curia Iulia, che era stata la sede del Senato romano, nella chiesa di Sant'Adriano in Tribus Foris, dedicata a sant'Adriano di Nicomedia. Nel 1690 venne fondata la Compagnia degli Acquavitari, che aveva sede nella chiesa di Sant'Adriano, e nel 1711 si aggiunse l'università dei Tabaccari, i mercanti di tabacco. Per avere un proprio luogo di ritrovo, queste corporazioni fecero costruire un oratorio a destra della chiesa di Sant'Adriano, che prese il nome di "Santa Maria del Riscatto". L'epiteto "del Riscatto" si riferiva al riscatto attraverso il quale l'ordine dei Mercedari riscattava i cristiani che erano stati fatti prigionieri dai musulmani dell'Africa settentrionale. L'oratorio aveva una pianta rettangolare e la facciata era coronata da un frontone triangolare.
Durante gli anni 1920 e 1930, il governo fascista guidato da Mussolini effettuò delle demolizioni nel centro storico di Roma, compresa l'area accanto al Foro Romano. Lo scopo era quello di demolire le costruzioni medioevali per riportare alla luce le vestigia della Roma imperiale. Per questo motivo, l'oratorio venne demolito nel 1935, mentre la chiesa di Sant'Adriano fu sconsacrata, riportando la curia Iulia al suo aspetto originale. Alcune opere d'arte e arredi religiosi furono trasferiti nella chiesa di Santa Maria della Mercede e Sant'Adriano, situata lungo il viale Regina Margherita, a nord-ovest del centro storico di Roma.